# قوس الأبهر
قوس الأبهر أو الأبهر المعترض (بالإنجليزية: Aortic arch)‏ هو الجزء الثاني من أكبر شرايين الجسم والذي يدعى بالأبهر. يشبه شكل قوس الأبهر حرف الـU المقلوب. يبدأ قوس الأبهر كتمادي للأبهر الصاعد بمستوى الحافة العلوية للمفصل القصي الضلعي الثاني في الجانب الأيمن من الجسم، ويتجه نحو الأعلى والخلف ثم نحو اليسار وذلك أمام الرغامى، ثم يتجه نحو الخلف على الجانب الأيسر للرغامى وفي النهاية يتجه نحو الأسفل على الجانب الأيسر للفقرة الصدرية الرابعة حيث يتتابع عند حافتها السفلية بالأبهر النازل.

## البنية
يتكون الأبهر وقوس الأبهر من ثلاث طبقات على المستوى الخلوي، وهي الغلالة الباطنة التي تحيط باللمعة وتتكون من خلايا ظهارية حرشفية بسيطة، والغلالة الوسطانية وهي تتكون من خلايا عضلية ملساء وألياف مرنة، والغلالة الخارجية التي تتكون من ألياف الكولاجين الرخوة. يتعصب قوس الأبهر عبر النهايات العصبية لمستقبلات الضغط، ويعد مسؤولًا عن استشعار التغيرات في توسع جدران الأوعية، بما في ذلك تغير معدل ضربات القلب ليعوض تغير ضغط الدم.
يبدأ الشريان الأبهر في مستوى الحافة العلوية للمفصل القصي الضلعي الثاني في الجانب الأيمن، ويسير نحو الأعلى في بدايته، ثم إلى الخلف ثم إلى اليسار أمام القصبة الهوائية، ثم يتجه إلى الخلف على يسار القصبة الهوائية ويسير في النهاية نحو الأسفل على الجانب الأيسر من جسم الفقرة الصدرية الرابعة. ينتهي قوس الأبهر عند هذه النقطة بالأبهر النازل.
يعطي قوس الأبهر ثلاثة فروع. يشكل الجذع العضدي الرأسي الفرع الأول والأكبر، ويقع إلى اليمين والأمام قليلًا من الفرعين الأخرين وينشأ خلف قبضة القص. ينشأ بعد ذلك الشريان السباتي المشترك الأيسر من قوس الأبهر على يسار الجذع العضدي الرأسي، ثم ينزل على طول الجانب الأيسر من القصبة الهوائية ويسير عبر المنصف العلوي. ينشأ الفرع الأخير وهو الشريان تحت الترقوة الأيسر من قوس الأبهر إلى يسار الشريان السباتي المشترك الأيسر وينزل معه عبر المنصف العلوي على طول الجانب الأيسر للقصبة الهوائية. قد يُلاحظ اختلاف تشريحي، إذ قد ينشأ الشريان الفقري الأيسر من قوس الأبهر بدلًا من الشريان تحت الترقوة الأيسر.
يشكل قوس الأبهر انحناءين، يتجه تحدب أحدهما للأعلى، أما الأخر يكون للأمام والأيسر. تكون حدوده العلوية عادةً نحو 2.5 سم أسفل الحدود العلوية لقبضة القص. يتدفق الدم من الانحناء العلوي إلى المناطق العلوية من الجسم التي تقع أعلى القلب، أي الذراعين والعنق والرأس.
يخرج الأبهر الصدري من القلب ويصل قطره الأعظمي إلى 40 ملم عند الجذر. يتحول مع الزمن إلى أبهر نازل ويجب أن يكون القطر عند هذه المرحلة أقل من 35-38 ملم، ويكون نحو 30 ملم عند القوس. يجب ألا يتجاوز قطر الأبهر النازل 25 ملم.
يقع قوس الأبهر ضمن المنصف.

### تطوره
يمثل قوس الأبهر صلة الوصل بين الأبهرين الصاعد والنازل، ويتشكل قسمه المركزي من القوس الأبهرية اليسرى الرابعة خلال التطور المبكر.
تتصل القناة الشريانية بالقسم السفلي من القوس في الحياة الجنينية. يسمح هذا الأمر بمرور الدم من البطين الأيمن دون العبور بالشرايين الرئوية ريثما تنمو.
يُعرف القسم الأخير من قوس الأبهر باسم برزخ الأبهر. سُمي بهذا الاسم لأنه تضيقٌ (برزخ) في الأبهر ينتج عن نقص تدفق الدم في الحياة الجنينية. يزداد حجم البطين الأيسر للقلب مع التقدم بالعمر، ما يؤدي إلى توسع التضيق في النهاية ليصل إلى الحجم الطبيعي. إذا لم يحصل ذلك، ينتج عن الأمر تضيق الأبهر. تتصل القناة الشريانية بالقسم الأخير من القوس في الحياة الجنينية وتتحول إلى الرباط الشرياني عند تراجع القناة الشريانية.

### الاختلافات
تظهر ثلاثة اختلافات شائعة فيما يتعلق بتفرع الشرايين من قوس الأبهر. يكون التفرع «طبيعيًا» لدى 75% من الأفراد كما وُصف أعلاه. ينشأ الشريان السباتي المشترك الأيسر لدى بعض الأفراد من الجذع العضدي الرأسي بدلًا من قوس الأبهر. قد يشترك الشريانان السباتي المشترك الأيسر والعضدي الرأسي بالمنشأ نفسه في بعض الحالات. يُلاحظ هذا الاختلاف لدى 20% من السكان. قد ينقسم الشريان العضدي الرأسي في حالة اختلاف ثالثة إلى ثلاثة شرايين، وهي الشريان السباتي المشترك الأيسر والشريان السباتي المشترك الأيمن والشريان تحت الترقوة الأيمن، يُشاهد هذا الاختلاف لدى 7% من الأفراد.

## الأهمية السريرية
يعد الكنب الأبهري الظل البارز في قوس الأبهر على صورة الصدر الشعاعية الأمامية.
تعد عملية تثبيت الشريان الأبهر إجراءً جراحيًا يُثبت فيه قوس الأبهر إلى القص من أجل إبقاء القصبة الهوائية مفتوحة.